# Heliconius nattereri
Heliconius nattereri är en fjärilsart som beskrevs av Felder 1865. Heliconius nattereri ingår i släktet Heliconius och familjen praktfjärilar. IUCN kategoriserar arten globalt som akut hotad. Inga underarter finns listade i Catalogue of Life.